# Єнгжна
Єнгжна (пол. Jęgrzna) — село в Польщі, у гміні Лончна Скаржиського повіту Свентокшиського воєводства.
Населення — 490 осіб (2011).
У 1975-1998 роках село належало до Келецького воєводства.

## Демографія
Демографічна структура на день 31 березня 2011 року:
|          | Загалом | Допрацездатний вік | Працездатний вік | Постпрацездатний вік |
| -------- | ------- | ------------------ | ---------------- | -------------------- |
| Чоловіки | 243     | 55                 | 169              | 19                   |
| Жінки    | 247     | 56                 | 141              | 50                   |
| Разом    | 490     | 111                | 310              | 69                   |